# Pasquale Testini
Pasquale Testini (* 17. Mai 1924 in Ruvo di Puglia; † 17. Oktober 1989 in Rom) war ein italienischer Christlicher Archäologe. 

## Leben
Er studierte christliche Archäologie an der Universität Rom und erhielt 1948 denselben Lehrstuhl. 1951 wechselte er an das Pontificio Istituto di Archeologia Cristiana. Nach zehnjähriger Studienzeit veröffentlichte er das Handbuch zur christlichen Archäologie, das bis heute aktuell ist. Später unterrichtete er auch an der Universität La Sapienza und konzentrierte sich auf frühchristliche Denkmäler. 1952 identifizierte er die Krypta von Ampliato in den Katakomben von Domitilla und begann zehn Jahre später einen Initiationskurs für christliche Altertümer am Päpstlichen Institut für Archäologie. Zwischen 1959 und 1962 führte er Ausgrabungen im Bereich der Kirche und des Klosters Ramat Rachel in Israel durch.

## Schriften (Auswahl)
- San Saba. Rom 1961, OCLC 797598335.
- Le catacombe e gli antichi cimiteri cristiani in Roma. Bologna 1966, OCLC 367452905.
- Archeologia cristiana. Nozioni generali dalle origini alla fine del sec. 6. Propedeutica, topografia cimiteriale, epigrafia, edifici di culto. Bari 1980, OCLC 797749263.
- Pasquale Testini. Scritti di archeologia cristiana. Le immagini, i luoghi, i contesti. Vatikanstadt 2009, ISBN 978-88-85991-49-1.